# Federazione di rugby a 15 dell'Uruguay
La Unión de Rugby del Uruguay, anche nota con l'acronimo URU, è l'organismo di governo del rugby a 15 in Uruguay.

## Storia
Il Rugby fu esportato in Uruguay dagli immigrati europei già nella seconda metà del XIX secolo. Però fu solo a metà del secolo successivo che cominciò a prendere piede come sport nazionale. Infatti nel 1950 venne organizzato il primo campionato per club. L'evento ebbe molto successo e portò alla creazione, nel 1951, dell'Unione di Rugby dell'Uruguay. Più tardi, nel 1989, la federazione venne affiliata all'International Rugby Board. Fu negli anni '90 però che il movimento rugbistico ebbe maggiori sviluppi, ad esempio con la creazione del torneo giovanile "Valentín Martínez Nin" che attira le migliori squadre giovanili del continenti. Lo sviluppo del rugby uruguaiano culminò con la qualificazione della propria rappresentativa alle Coppe del Mondo del 1999 e del 2003.

## Presidenti
| Periodo   | Presidente                                          |
| --------- | --------------------------------------------------- |
| 1951-1957 | Carlos E. Cat                                       |
| 1957-1962 | Jorge Jiménez de Aréchaga                           |
| 1962-1963 | Eduardo Crispo Ayala                                |
| 1963-1971 | Gordon Adams                                        |
| 1971-1973 | Ernesto Llovet                                      |
| 1973-1975 | Nigel Davies                                        |
| 1975-1977 | Domingo Tricánico                                   |
| 1978-1983 | Ernesto Llovet                                      |
| 1984-1987 | Andrés Pollak                                       |
| 1987-1989 | Eduardo Fynn Larriera                               |
| 1990-1997 | Atilio Rienzi                                       |
| 1998      | Pedro Bordaberry, Richard Van Rompaey e Jorge Villa |
| 1999-2001 | Andrés Sanguinetti                                  |
| 2002-2003 | Atilio Rienzi                                       |
| 2004-2005 | Antonio Vizintín                                    |
| 2006-2007 | Pablo Ferrari                                       |
| 2008-2011 | Gustavo Zerbino                                     |
| 2012-2014 | Marcello Calandra                                   |
| 2014-2018 | Sebastián Piñeyrua                                  |
| 2018-2020 | Pablo Ferrari                                       |
| 2020-     | Santiago Slinger                                    |